# Тлеуов, Талгат Халилович
Талгат Халилович Тлеуов (род. 1948, Акмолинск) — доктор исторических наук, профессор, академик Казахстанской национальной академии естественных наук.

## Биография
Родился 7 февраля 1948 года в городе Акмолинске Казахской ССР.
Окончил Московский энергетический институт в 1971 году, радиоинженер.
После окончания института служил в армии (1971—1973 годы), работал младшим, старшим научным сотрудником Института истории партии при ЦК Компартии Казахстана (1973—1980 г.), инспектором Министерства высшего и среднего специального образования КазССР (1980—1982 г.), доцентом, профессором, зав. кафедрой ААСИ, ААДИ (1982—1993 г.). С 1993 года по настоящее время профессор, зав. кафедрой Истории университета КАЙНАР.
Член Объединенного Диссертационного Совета по защитам докторских диссертаций в области истории при КарГУ имени Букетова.
Президент «ST-Co». Почетный работник Образования РК (2005 г.).
Научные интересы сконцентрированы на проблеме «Истории становления и развития энергетической базы Казахстана». Им проанализированы и раскрыты особенности и социально-экономические и исторические приоритеты как традиционных, так и нетрадиционных энергетических источников, показана перспективность их развития в современных условиях. Он ввел в научный оборот новые данные о значении электрификации в укреплении экономического потенциала Казахстана, её экологических аспектов, подготовки инженерно-технических кадров в этой отрасли, тем самым внеся определенный вклад в выявлении исторических корней и основных направлений дальнейшего развития энергетического комплекса Казахстана.

## Публикации
Автор свыше 50 публикаций, в числе которых книги:
- «На главном направлении» (историко-теоретические и прикладные аспекты проблемы, 1989),
- «Энергетический комплекс Казахстана» (методологические, историографические и источниковедческие аспекты проблемы, 1990),
- «Использование нетрадиционных видов энергии в Казахстане» (технико-экономические и социально-исторические аспекты проблемы, 1998).